# Lungnan
Lungnan (egyszerűsített kínai írással: 陇南市, pinjin: Lǒngnán) prefektúra szintű város Kínában, Kanszu tartományban. Lakosainak száma 2 407 272 fő (2020).

## Népesség
| 2010 | 2 567 718 |
| 2020 | 2 407 272 |